# Шукурбеков, Боранбек
Боранбек Шукурбеков (каз. Боранбек Шүкірбеков; 10 ноября 1930 года, посёлок Арыс) — бывший директор госплемзавода «Задарьинский» Бугунского района Чимкентской области, Казахская ССР. Герой Социалистического Труда (1986). Депутат Верховного Совета СССР 11 созыва. Лауреат премии премьер-министра Казахстана (1991). Заслуженный деятель сельского хозяйства Казахской ССР (1981). Почётный гражданин Шымкентской области.

## Биография
Воспитывался в одном из первых детских домов Казахстана городе-станции Арыс (ныне детский дом № 1 им. Т. Тажибаева в г. Арыс). Трудиться начал чабаном. С 1945 по 1961 года — старший чабан, заведующий автопарком госплемзавода «Задарьинский» Бугунского района. С 1961 по 1971 года — заведующий Арысским отделением Чимкентского мясокомбината, в 1972—1973 годах — заместитель председателя Бугунского райисполкома. В 1973 году назначен директором госплемзавода «Задарьинский» Бугунского района.
За выдающиеся производственные достижения, проявленный трудовой героизм в выполнении планов одиннадцатой пятилетки и социалистических обязательств по увеличению производства высококачественной продукции животноводства удостоен звания Героя Социалистического Труда указом Президиума Верховного Совета СССР от 7 июля 1986 года с вручением ордена Ленина и золотой медали «Серп и Молот».
В 1985 году назначен начальником отдела сельского хозяйства и первым заместителем председателя агропромышленного комитета Чимкенской области. В 1987 году защитил диссертацию на соискание научной степени кандидата экономических наук. Позднее работал директором Чимкентской государственной сельскохозяйственной опытной станции.
Избирался членом Центральной избирательной комиссии СССР, депутатом Верховного Совета СССР XI созыва (1984—1989).
В 1995 году вышел на пенсию в статусе «Персональный пенсионер».
Сочинения
- Эффективность внедрения передовой технологии в каракулеводстве / Б. Ш. Шукурбеков, О. Байтугелов; Гос. агропром. ком. КазССР, Упр. науч.-техн. прогресса. — Алма-Ата : Кайнар, 1987. — 11,[1] с.; 20 см.

Награды
- Герой Социалистического Труда
- Орден Ленина — дважды (1982; 1986)
- Орден Трудового Красного Знамени (1976)
- Медаль «За освоение целинных земель»